# ぎんなみ商店街の事件簿
『ぎんなみ商店街の事件簿』（ぎんなみしょうてんがいのじけんぼ）は、井上真偽による日本の推理小説。
小学館より、2023年9月13日にSister編とBrother編が刊行された。

## 概要
一つの事件を、内山家三姉妹と木暮家四兄弟という2つの視点から別々に読み解く、パラレルミステリー小説、両編とも読むのがオススメされている。
両編とも、きょうだいとその母は名前があるが、小暮家四兄弟の父は海外赴任中、内山家の父については出てこない。

## あらすじ
- 第一話の事件

銀波坂の途中にある袴田商店に車が突っ込んだ。運転していた人物は、事故の衝撃で展開したエアバッグにより手に持っていた焼鳥の串が喉の奥に刺さったため、即死してしまった。
- 第二話の事件

銀波中学校の生徒である長谷川詩緒の作品が市のコンクールに出品されることとなり、美術準備室で保管されていたが出品のためにマイカ先生と配送業者が梱包に訪れたら、無残にも壊されており、現場には作品の材料で作られた「井の字」のメッセージが残されていた。壊された時間帯は、美術室にて書道部が田の字を習字で書くための練習会をしており、その時いた書道部員に疑いの目が向けられた。
Sister編では、都久音が帰宅すると、店では普段は使い捨てとしている竹串を佐々美が自宅台所で洗っていた。都久音は姉が壊れてしまったのかと思ったが母によると商店街の楽器店の娘が廃材をリサイクルした作品を作りたいので、使用済みの串を貰いたいとのことだった。せめて洗って渡そうと佐々美に命じたという。
袴田久光を改心させたのはあの姉妹だと神山が言いふらし、銀波中学校の「井の字」メッセージの謎解きの依頼が寄せられた。書道部員を一人ずつ呼び出して聞いていくと、井手が自分が壊したと白状した。背景にDV父の存在があるという。
Brother編では、練習会に参加していた学太から、作品が壊されたことと「井の字」メッセージを知らされ、マイカ先生から作品の画像を見せてもらったところ、破壊される前に付いているアクセサリーに見覚えがあった。かつて、母の怜が友達から宝石のついたアクセサリーを借りて、劇で使用するためのレジンアクセサリーをつくったものの、宝石のついた本物の方を紛失してしまい、当時絵本を出版した直後だったので、1冊分の印税を渡すことで許してもらった事件があり、その時のアクセサリーに似ていた。福太は、圭人との会話で、自分も昔劇に参加させられたのを思い出し、当時同じく劇に出ていた長谷川詩緒が母の宝石アクセサリーを盗んだのではと、マイカ先生同席で問いただすと、当時実際に盗んだことと、美術準備室で「井の字」のメッセージを作ったのを認めた。宝石アクセサリーを盗んだのは、当時のDV父に金をせびられ続けていたためという。作品の方は、納得できない部分が有り、最終修正のために一人で美術準備室に訪れたところ、壊す場面を目撃していて、せめて、名乗り出てほしいから「田の字」メッセージを残したという。
- 第三話の事件

Sister編では、人さらい系の都市伝説の話題を都久音が万穂と梓としていると、佐々美が謎の伝言を残して以降音信不通となった。時を同じくしてマイカ先生の知り合いのベトナム人の女性も行方不明ということで、DA・COCONUTで話していると、商店街の連中から金を借りていた食肉店が閉店したから引き上げてきた備品を貸した金の代わりに山分けするけど、椰子島から、うちのかわりに業務用冷蔵庫を串真佐にどうかと言われ中を確かめていると、文具とともに脅迫文がでてきた。万穂の姉が通りかかり、台風の日に撮影したという写真を見せてもらうと、食肉店のトラックが書店前にいて、書店に話を聞くとその日はちょうど空き巣に入られて、商品をごっそりもっていかれたという。その後土手を歩いていると謎のトラックに追いかけまわされて、神山に助けられて、窃盗団とつながっている人物が判明。神山とともに問いただすと、書店のオーナー本好文夏が窃盗団とつながっており、空き巣は保険金目当ての狂言だと白状した。
Brother編では、福太が圭人たちと釣りに行った先で、所々切り取られたレシピ本を発見した。切り取られた部分をつなぎ合わせると、脅迫文となった。レシピ本と同一の料理を発売日よりも前に元太が作っていた。その後、元太が家に帰らなくなり、連絡も取れなくなった。元太の勤務先の店、ワールド・ザ・ボヌールに行くと、怜と似ている新オーナーから、元太はミステリーグルメツアーに参加しているのことで、ツアーバスを追っていくと、楽器を貸したという長谷川母娘に遭遇。新オーナーの松根は怜の友達だったといい、兄弟は動揺した。港のクルーズ船乗り場まで追いかけて、元太に行き着いたと思ったが、声をかけると別人だった。再度、ワールド・ザ・ボヌールに行き、松根を問い詰めると、家で話そうと松根に連れ出されたが、異変を感じ車から逃げ出したところに神山が到着し、松根が神山の娘ということが判明し、神山は親子喧嘩に付き合わさせて悪かったねと詫びた。

## 登場人物

### 内山家
商店街の横丁で、居酒屋形式の焼き鳥店「串真佐」を経営している。娘の名前は焼鳥からとっている。
多美枝（たみえ）
三姉妹の母、カジュアルをガジュマルと言い間違える。神山園子とは、幼馴染でいつも口喧嘩しているが土産のやり取りはする仲。
佐々美（ささみ）
三姉妹の長女で25歳。短大卒業後、紆余曲折を経て第一話では派遣社員として不動産会社に勤務していたが、第二話・第三話では無職に。おっとりとしており、なにかを頼んでもミスをすることが多いため、焼き鳥店の手伝いはさせられないと親も諦めている。
都久音（つくね）
三姉妹の次女で高校1年生。Sister編の語り手。中学校ではブラスバンド部だったが、高校では決めかねており帰宅部。
桃（もも）
三姉妹の三女で小学5年生。しっかりした性格で近所でも優等生としてしられている。

### 木暮家
ぎんなみ商店街近くの3LDKのマンションに住む。マンションは四兄弟の両親が新婚当時に多少無理して購入し、先輩作家の教えとして、生活のために商店街に顔なじみを作るようにいわれたことを守り、怜の死後もその縁で四兄弟も助けられている。
怜（れい）
四兄弟の母。良太が1歳のときに病死。絵本作家。「冒険者たち ガンバと15匹の仲間」という児童書でアニメ化もされた作品のファンで、四兄弟の名前も作中のキャラクターを基にしている。
元太（げんた）
四兄弟の長男で、銀波高校から調理師専門学校に進み、数店で修行ののち、現在は近くのワールド・ザ・ボヌールで調理担当として働いている。料理人になったのは、母が仕事に熱中し、料理が手抜きが多くなって代わりに作るようになったことも影響しており、母の手料理よりも確実に美味しくなっている。
福太（ふくた）
四兄弟の次男で銀波高校生。Brother編の語り手。部活は剣道部
学太（がくた）
四兄弟の三男で銀波中学校の2年生。部活は書道部に属している。
良太（りょうた）
四兄弟の四男で銀波小学校の2年生。サッカークラブに所属している。風呂上がりに叫びながらフルチンで走り回るのが日課になっている。
父
4兄弟の父で、現在海外赴任中。怜より年下なので、死別後も「怜さん」と呼ぶ。4兄弟とはパソコンの通信ソフトで連絡を取り合う。

### 商店街の人
神山園子（かみやま そのこ）
高級宝石店「ジュエリー神山」を営む50代女性。商店街を始め、各方面に人脈が有り、小さい事件はもみ消すこともできる。
藤崎勝男（ふじさき かつお）
乾物店の跡取りで20代後半だが、乾物店のスペースを半分にして、空いたスペースでラーメン店をやっている。凝りすぎて不人気ラーメン店となっている。元太の高校の先輩であり、内山家の三姉妹には新作ラーメンの試食を良く頼むなどをしている。
長谷川美音（はせがわ みね）
エンジェル楽器店を営む。シングルマザーで、子どもは銀波中学校に通う詩緒。
椰子島吾郎（やしじま ごろう）
各地を放浪していたが40代になったので、喫茶店「DA・COCONUT」を開店して落ち着くことに。
本好文夏（もとよし ふみか）
会社勤めをしていたが、家業の本好書店が廃業寸前となり、会社を辞めて急遽オーナーとなる。移動販売などに力を入れているが、万引が多く収益の悪化が著しい。

### 銀波中学校
マイカ先生
本名は、主井（しゅい）タンサニー。タイ人の女性で、成人後に来日した。マイカはニックネームであり、ジャスミンからとられている。祖母が銀波地区の大地主と結婚しており、その伝手で銀波中学校の外国語非常勤講師に就任。教師とは思えない煽情的なファッションセンスを持つ。神山園子の姪にあたり、百合好きな神山をリリィと呼ぶ。
長谷川詩緒（はせがわ しお）
長谷川美音の娘で、2年生。
井角あいみ（いすみ あいみ）
書道部員で2年生。習字で井の字がうまくかけない。レジンアクセサリー作りの趣味が有り、長谷川詩緒の持つレジンアクセサリーの作り方を聞いたが、はぐらかされたので、あまりいい印象をもっていない。母は音楽関係の学校勤務で、長谷川の楽器店によく行っていた。
井戸木生真子（いとき きまこ）
書道部員で2年生。長谷川詩緒の親友だが、教育関係で厳しい親への反発から万引常習者となり神山に説教された。長谷川の楽器店でも万引しており、詩緒がかばってくれたので、恩を感じ忠誠的な対応をしている。
井手走華（いで そうか）
書道部員で3年生。両親は音楽関係で長谷川美音と面識がある。父はDV気味で、ちょっとでも父の気に入らないと折檻されると恐れている。

### そのほか
袴田久光（はかまだ ひさみつ）
銀波坂の途中で、酒や米を扱う袴田商店を営む。内山家とは商売上の取引があり、小暮家とは家族同然の付き合いをしていた。久光は最近腰を痛め、加代子が認知症気味なこともあり店を畳みたがっていた。
袴田加代子（はかまだ かよこ）
久光の妻。耳が遠く、認知症気味なところもある。子どもがいないこともあり、良太のことは実の孫のようにかわいがっている。
万穂（まほ）
都久音の友達。梓とは中学からの親友。離婚調停中の母と同居だが進路で衝突気味。
梓（あずさ）
都久音の友達。万穂とは中学からの親友。兄と弟がいる。
小野（おの）
佐々美の派遣先の不動産会社の正社員。佐々美とペアを組むことも多かった。
鷹箸圭人（たかはし けいと）
福太の剣道部仲間であり、小学校からの幼馴染でもある。
竹宮千草（たけみや ちぐさ）
小暮家の近所に住む女子大生で、学太の通う塾で講師のアルバイトをしている。元太に気があり、木暮家に手作りの料理を持ってくる。
クェン
マイカ先生がボランティアで講師している語学校の生徒で、ベトナム人の女性。フィリピンパブのほか、DA・COCONUTやワールド・ザ・ボヌールでもアルバイトをしていた。
松根百合香（まつね ゆりか）
ワールド・ザ・ボヌールの新オーナーとなった女性。神山園子の娘で、若い頃に家を飛び出した。松根姓は、神山の別れた夫の姓にあたる。

## 書誌情報
- Sister編：2023年9月13日発売、小学館 ISBN 978-4-09-386690-3
- Brother編：2023年9月13日発売、小学館 ISBN 978-4-09-386691-0